# Christchurch Northern Motorway
De Christchurch Northern Motorway is een autosnelweg in het zuiden van Nieuw-Zeeland, die onderdeel is van de SH1. De weg loopt ten noorden van de stad Christchurch van Woodend via Kaiapoi naar Belfast, waar de weg als SH1 verder loopt richting Christchurch. De weg is 10 kilometer lang en loopt door de regio Canterbury.